# Slavehuset i Agbodrafo
Slavehuset i Agbodrafo i Togo, er et tidligere portugisisk slavefort, der nu er åbnet for turister. Slavehuset ligger tæt ved havet ved Porto Seguro, der betyder Sikker havn.
Slavefortet fungerede fra 1840 til 1852, da slavehandelen blev forbudt 1. januar 1852. Dronningen i Lagos, Nigeria, sendte 27. januar 1852, 3 breve til Porto Seguro om, at slavehandlen skulle ophøre. Ét brev til slavefortet i Agbodrafo og de to andre skulle viderebringes til nærliggende slavefort. 
I tiden, hvor slavehandlen foregik på Togos kyst, var Togo endnu ikke et land, men området var delt i mindre kongeriger. Slaverne, der kom til fortet i Agbodrafo, blev hentet i den nordlige del af det nuværende Togo. De blev handlet på markedet, hvor de stærkeste blev udvalgt, købt og sendt til slavefortet.
Når slaverne ankom til huset, var de nødt til at gå baglæns ind i kælderen, hvor de skulle opholde sig, da indgangen til kælderen var meget lille. Højden i kælderen var ca. 1,5 m og der opholdte sig mere end 100 slaver i kælderen ad gangen. På fortet var der én portugisisk bestyrer til at holde orden på fortet.
Før slaverne blev bragt til skibet, der skulle transportere dem til Amerika, fik de et symbolsk bad. Deres sidste bad i Afrika. Dette foregik i en brønd, der var placeret ca. 10-15 km fra slavehuset. Brønden blev kaldt ”bad for dem med lænker”. De badede og gik derefter 7 gange rundt om brønden, hvorefter de blev transporteret til skibet.
Da fortet blev bygget var det omgivet af en skov, da slavefortet på det tidspunkt blev holdt hemmeligt for lokalsamfundet. Senere har efterkommere af slaverne gjort et stort arbejde for at fortælle slavernes historie og udbrede kendskabet til slavehandlen. Der arbejdes stadig på at udbrede kendskabet til slaveriets historie og fortet sparer nu penge op til at omskabe fortet til et museum, hvor der vil være bedre information og detaljer om historien på stedet.
Taget på bygningen er renoveret 2 gange, mens gulvet er det oprindelige. 
I 2007 var den daværende formand for UNESCO på besøg og udnævnte fortet til at være en del af UNESCO's ”Slave trade route”.